# Успенський (Ковернинський район)
Успенський (рос. Успенский) — выселок в Ковернинському районі Нижньогородської області Російської Федерації.
Населення становить 22 особи. Входить до складу муніципального утворення Большемостовська сільрада.

## Історія
Від 2009 року входить до складу муніципального утворення Большемостовська сільрада.

## Населення
| 2002 | 2010 |
| ---- | ---- |
| 29   | ↘22  |